# Гражданинов, Павел Андреевич
Павел Андреевич Гражданинов (1920-1943) — старший лейтенант Рабоче-крестьянской Красной Армии, участник Великой Отечественной войны, Герой Советского Союза (1943).

## Биография
Павел Гражданинов родился 19 декабря 1920 года в деревне Дьяково (ныне — Ясногорский район Тульской области) в крестьянской семье. С 1932 года проживал в Москве, где окончил семь классов средней школы № 201. Работал на заводе, одновременно учился в аэроклубе. В 1938 году Гражданинов был призван на службу в Рабоче-крестьянскую Красную Армию. В 1939 году он окончил 2-ю Борисоглебскую военную авиационную школу лётчиков имени Чкалова, после чего служил инструктором Сталинградского авиационного училища. В начале Великой Отечественной войны занимался перегонкой самолётов с завода на фронт, перегнал в общей сложности около 250 самолётов. С 22 ноября 1942 года — на фронтах Великой Отечественной войны. Участвовал в боях на Калининском фронте.
К марту 1943 года лейтенант Павел Гражданинов командовал звеном 169-го истребительного авиаполка 210-й истребительной авиадивизии 1-го истребительного авиакорпуса Калининского фронта. 5 марта 1943 года в неравном воздушном сражении самолёт Гражданинова был поражён вражескими истребителями, и пилот погиб при крушении. К тому времени он совершил 58 боевых вылетов, принял участие в 28 воздушных боях, сбив 13 вражеских самолётов (в том числе в боях под Старой Руссой аса Ханса Хана). На Головинском кладбище Москвы усилиями отца, был поставлен памятник.
Указом Президиума Верховного Совета СССР от 1 мая 1943 года за «образцовое выполнение заданий командования и проявленные мужество и героизм в боях с немецкими захватчиками» лейтенант Павел Гражданинов посмертно был удостоен высокого звания Героя Советского Союза.
Навечно зачислен в списки воинской части. Был также награждён орденами Отечественной войны 1-й степени и Красной Звезды.